# Deutsche Cadre-71/2-Meisterschaft 1968/69

Veranstaltungsort: Duisburg

Die Deutsche Cadre-71/2-Meisterschaft 1968/69 ist eine Billard-Turnierserie und fand vom 2. bis zum 5. Januar 1969 in Duisburg zum 22. Mal statt.

## Geschichte
Der BC Billardsaal 1968 Marxloh übernahm kurzfristig die Ausrichtung dieser Meisterschaft. Vor Turnierbeginn waren der Titelverteidiger Dieter Müller und Siegfried Spielmann klar die Titelfavoriten. Das änderte sich schnell, als Müller überraschend gegen Sporer und Metzemacher verlor. Auch im Match gegen Spielmann unterlag der Berliner mit 228:300 in sieben Aufnahmen. Damit gewann der Düsseldorfer ungeschlagen seinen vierten deutschen Titel im Cadre 71/2. Seinen zweiten Platz aus dem Vorjahr verteidigte der Münchner Peter Sporer.

## Modus
Es wurde im Round-Robin-Modus bis 300 Punkte gespielt.
Die Endplatzierung ergab sich aus folgenden Kriterien:
1. Matchpunkte
2. Generaldurchschnitt (GD)
3. Bester Einzeldurchschnitt (BED)
4. Höchstserie (HS)

## Teilnehmer (nach Ausgangsklassement)
1. Dieter Müller (Berliner Billardfreunde 1921) (Titelverteidiger) (GD 33,96)
2. Siegfried Spielmann (Düsseldorfer Billardfreunde 1954) (GD 20,78)
3. Peter Sporer (BSV München) (GD 17,54)
4. Ewald Kajan (BC Neumühl 63) (GD 13,51)
5. Matthias Metzemacher (Bergisch-Gladbacher BC) (GD 13,02)
6. Klaus Hose (Billardfreunde Altenessen) (GD 12,96)
7. Günter Siebert (BC Unna 45) (GD 7,63)
8. Dieter Wirtz (Düsseldorfer Billardfreunde 1954) (GD 7,03)

### Abschlusstabelle
| Klassement                 | Klassement           | Klassement | Klassement | Klassement | Klassement | Klassement | Klassement | Klassement |
| Platz                      | Name                 | MP         | Pkte.      | Aufn.      | GD         | BED        | HS         |            |
| -------------------------- | -------------------- | ---------- | ---------- | ---------- | ---------- | ---------- | ---------- | ---------- |
| 1                          | Siegfried Spielmann  | 13:1       | 2100       | 83         | 25,30      | 50,00      | 178        |            |
| 2                          | Peter Sporer         | 10:4       | 1640       | 111        | 14,77      | 30,00      | 159        |            |
| 3                          | Dieter Müller        | 8:6        | 1856       | 73         | 25,42      | 33,33      | 141        |            |
| 4                          | Matthias Metzemacher | 8:6        | 1595       | 121        | 13,18      | 21,42      | 118        |            |
| 5                          | Klaus Hose           | 6:8        | 1800       | 107        | 17,00      | 33,33      | 146        |            |
| 6                          | Günter Siebert       | 6:8        | 1634       | 111        | 14,72      | 17,64      | 87         |            |
| 7                          | Ewald Kajan          | 5:9        | 1772       | 132        | 13,42      | 17,64      | 87         |            |
| 8                          | Dieter Wirtz         | 0:14       | 1425       | 106        | 13,44      | –          | 68         |            |
| Turnierdurchschnitt: 16,40 |                      |            |            |            |            |            |            |            |